# Christine af Mecklenburg-Güstrow
Christine af Mecklenburg-Güstrow (født 14. august 1663 i Güstrow, død 3. august 1749 i Gedern) var en mecklenburgsk prinsesse og søster til Dronning Louise af Danmark og Norge.
Hun var datter af hertug Gustav Adolf af Mecklenburg-Güstrow (1633-1695) og Magdalene Sibylle af Slesvig-Holsten-Gottorp (1631-1719), datter af hertug Frederik 3. af Slesvig-Holsten-Gottorp (1597-1659). Hun blev gift med grev Ludwig Christian til Stolberg-Gedern og var mor til den pietistiske grev Christian Ernst zu Stolberg-Wernigerode.